# Dirhinus loriae
Dirhinus loriae är en stekelart som först beskrevs av Masi 1947.  Dirhinus loriae ingår i släktet Dirhinus och familjen bredlårsteklar. Inga underarter finns listade i Catalogue of Life.